# TV Chosun
Công ty phát thanh truyền hình Chosun (tiếng Hàn Quốc: 주식회사조선방송; Hanja: 株式會社朝鮮放送; Jusikhoesa Joseon Bangsong; còn gọi là "Company Korea Broadcasting"), hay TV Chosun, là một công ty phát thanh và truyền hình cáp phổ biến toàn quốc Hàn Quốc, thuộc sở hữu Chosun Ilbo. Nó bắt đầu được phát sóng vào 1 tháng 12 năm 2011.
TV Chosun là một trong 4 kênh truyền hình cáp phát sóng toàn quốc Hàn Quốc cùng với JTBC của JoongAng Ilbo, Channel A của Dong-A Ilbo, và MBN của Maeil Kyungje vào năm  2011. Bốn kênh mới được bổ sung trong mạng lưới TV miễn phí như KBS, MBC, SBS, và nhiều kênh nhỏ khác được phát hành sau khi bãi bỏ quy định vào năm 1990.

## Lịch sử
- 22 tháng 7 năm 2009 - Sửa đổi luật truyền thông thông qua quốc hội Hàn Quốc để bãi bỏ kiểm soát thị trường truyền thông Hàn Quốc.
- 31 tháng 12 năm 2010 - JTBC, TV Chosun, MBN, và Channel A được chọn như Kênh truyền hình cáp phổ biến.
- 1 tháng 12 năm 2011 – TV Chosun bắt đầu phát sóng.

## Liên kết
- Trang chủ chính thức Chosun (tiếng Hàn)